# Benoît Cardon de Lichtbuer
Benoît Cardon de Lichtbuer  (* 26. August 1942 in Ixelles) ist ein ehemaliger belgischer Botschafter.

## Leben
Benoît Cardon de Lichtbuer ist der Sohn von Gabrielle Carton de Wiart (* 16. Juni 1905) und  Christian Cardon de Lichtbuer (* 6. März 1906). Er heiratete Raphaëlle de Viron (* 26. Mai 1946)
ihre Kinder sind Anthony Cardon de Lichtbuer (* 1970), David Cardon de Lichtbuer (* 1972), Brieuc Cardon de Lichtbuer * 1974  Marie-Antoinette Barbier und Christian Cardon de Lichtbuer (* 1979).
Von 1979 bis 1989 war Benoît Cardon de Lichtbuer Sekretär von Fabiola de Mora y Aragón. Vom 29. April bis 8. Mai 1995 war Benoît Cardon de Lichtbuer Botschafter in Kairo. 1999 war Benoît Cardon de Lichtbuer Generalkonsul in Straßburg.
Von 1999 bis 2002 war Benoît Cardon de Lichtbuer Vertreter der belgischen Regierungen beim Europarat, vom 14. September 1999 bis 2. August 2002 bei der UNESCO. Von 2002 bis 2006 war Benoît Cardon de Lichtbuer Botschafter beim Heiligen Stuhl.